# Medetera tuktoyaktuk
Medetera tuktoyaktuk är en tvåvingeart som beskrevs av Daniel J. Bickel 1985. Medetera tuktoyaktuk ingår i släktet Medetera och familjen styltflugor.
Artens utbredningsområde är Northwest Territories, Kanada. Inga underarter finns listade i Catalogue of Life.